# Albert-Hensel-Preis
Der Albert-Hensel-Preis ist ein Geldpreis, der in Erinnerung an Albert Hensel (1895–1933), einen bedeutenden Wegbereiter der modernen deutschen Steuerrechtswissenschaft, jährlich von der Deutschen Steuerjuristischen Gesellschaft an einen jüngeren Verfasser vergeben wird, der mit seiner Arbeit einen weiterführenden Beitrag zur rechtswissenschaftlichen Erforschung des Steuerrechts leistet. Schirmherr ist der Präsident des Bundesfinanzhofs, derzeit Hans-Josef Thesling.

## Preisträger
- 1981: Dieter Birk (Habilitation Das Leistungsfähigkeitsprinzip als Maßstab der Steuernormen)
- 1982: Josef Werndl (Habilitation Wirtschaftliches Eigentum – Grundsätzliche Betrachtungen über die Zurechnung von Wirtschaftsgütern im Steuerrecht)
- 1983: Manfred Schleiter (Steuersystem und Unternehmenspolitik : Theorie und empirische Ergebnisse zum Einfluß des Steuersystems auf die Investitionsentscheidungen deutscher Industrieaktiengesellschaften)
- 1984: Eduard Lechner (Habilitation Die Gewinnpoolung im Ertragsteuerrecht : unter Berücksichtigung der zivil- und handelsrechtlichen Grundlagen)
- 1985: Eugen Mersch  (Dissertation Die Hinzurechnungsbesteuerung nach den 7 ff. AStG unter Berücksichtigung des Rechts der DBA)
- 1986: Wolfram Reiss (Habilitation Besteuerungsverfahren und Steuerstrafverfahren)
- 1987: Michael Engelschalk (Dissertation Steuern auf ausländische Einkünfte : geltendes Recht, Rechtsvergleichung, Fortentwicklung)
- 1988: keine Preisverleihung
- 1989: Otto Taucher (Habilitation Erbschaften und Ertragsteuern – Erblasserische Rechtspositionen, ruhender Nachlaß, Erbauseinandersetzungen)
- 1990: Heribert Zitzelsberger (Habilitation Theorie der Gewerbesteuer, eine steuergeschichtliche, rechtsvergleichende, steuersystematische und verfassungsrechtliche Untersuchung)
- 1991: keine Preisverleihung
- 1992: Roman Seer (Dissertation Der Einsatz von Prüfungsbeamten durch das Finanzgericht – Zulässigkeit und Grenzen der Delegation richterlicher Sachaufklärung auf nichtricherliche Personen)
- 1993: Rudolf Wittmann (Dissertation Das Markteinkommen)
- 1994: Moris Lehner (Habilitation: Einkommensteuerrecht und Sozialhilferecht. – Bausteine zu einem Verfassungsrecht des sozialen Steuerstaates)
- 1995: Rainer Barth (Dissertation Richterliche Rechtsfortbildung im Steuerrecht)
- 1996: keine Preisverleihung
- 1997: Johanna Hey (Dissertation Harmonisierung der Unternehmensbesteuerung in Europa unter Berücksichtigung des Ruding-Report und der US-amerikanischen integration debate)
- 1998: Michael Tumpel (Habilitation: Mehrwertsteuer im innergemeinschaftlichen Warenverkehr)
- 1999: Claus Staringer (Habilitation Besteuerung doppelt ansässiger Kapitalgesellschaften)
- 2000: Reimar Pinkernell (Dissertation Einkünftezurechnung bei Personengesellschaften)
- 2001: Axel Cordewener (Dissertation Zwischen 'Konvergenz' und 'Kohärenz'. Eine systematische Analyse der EuGH-Rechtsprechung zum Spannungsfeld zwischen den EG-Grundfreiheiten und dem nationalen direkten Steuerrecht)
- 2002: Kerstin Löhr (Dissertation Das Umsatzsteuerrechtliche Optionsrecht für Vermietungsumsätze) sowie Volker Wendt (Dissertation Das Verhältnis von Entnahme/Einlage zur Anschaffung/Veräußerung im Einkommensteuerrecht)
- 2003: Ekkehart Reimer (Dissertation Der Ort des Unterlassens. Die ursprungsbezogene Behandlung von Entgelten für Untätigkeit im Internationalen Steuerrecht)
- 2004: Jens Schönfeld (Dissertation Hinzurechnungsbesteuerung und Europäisches Gemeinschaftsrecht)
- 2005: Carsten Schlotter  (Dissertation Verfassungsrechtliche und systematische Fragen des Steuerbilanzrechts, veröffentlicht unter dem Titel: Teilwertabschreibung und Wertaufholung zwischen Steuerbilanz und Verfassungsrecht)
- 2006: Heribert Anzinger (Dissertation Anscheinsbeweis und tatsächliche Vermutung im Ertragsteuerrecht – Überlegungen zur Feststellung von Liebhaberei und gewerblichem Grundstückshandel in der Rechtsprechung des Bundesfinanzhofs)
- 2007: Joachim Englisch  (Habilitation Wettbewerbsgleichheit im grenzüberschreitenden Handel) sowie Georg Kofler (Habilitation Doppelbesteuerungsabkommen und Europäisches Gemeinschaftsrecht)
- 2008: Maximilian Freiherr von Proff zu Irnich (Dissertation Die eheähnliche Gemeinschaft im Einkommensteuerrecht)
- 2009: Michael Droege (Habilitation Gemeinnützigkeit im offenen Steuerstaat)
- 2010: Erik Röder (Dissertation Das System der Verlustrechnung im deutschen Steuerrecht: Verfassungsrechtliche Vorgaben und Ausgestaltung de lege ferenda)
- 2011: Christoph Moes (Dissertation Die Steuerfreiheit des Existenzminimums vor dem Bundesverfassungsgericht)
- 2012: Malte Bergmann (Dissertation Liquidationsbesteuerung von Kapitalgesellschaften)
- 2013: André Meyer (Habilitation Steuerliches Leistungsfähigkeitsprinzip und zivilrechtliches Ausgleichssystem)
- 2014: Ralf Stollenwerk (Geschäfte zwischen nahestehenden Personen – Begriff und Funktion im deutschen Steuer-, Handelsbilanz- und Insolvenzrecht)
- 2015: Christoph Bräunig (Herbert Dorn (1887–1957) – Pionier und Wegbereiter im Internationalen Steuerrecht.)
- 2016: Thomas Wiesch (Die umsatzsteuerliche Behandlung der öffentlichen Hand)
- 2017: Richard Krieger (Unechte Umsatzsteuerbefreiung im Unionsrecht – Eine Untersuchung der Verfassungsmäßigkeit am Beispiel der Freistellung für Postdienstleistungen gem. Art. 132 Abs. 1 lit. A MwStSystRL)
- 2018: Christine Osterloh-Konrad (Die Steuerumgehung) und Lisa Astrid Riedel (Das Umwandlungsrecht der Mitunternehmerschaft)
- 2019: Iris Schomäcker (Steuerverfassungsrecht und gesetzgeberischer Gestaltungsraum – Deutschland und die USA im Rechtsvergleich)
- 2020: Deborah Fries (Fiskusprivilegien – Eine rechtsvergleichende Betrachtung der Behandlung von Steuerforderungen in der Unternehmensinsolvenz)
- 2021: Caroline Heber (Enhanced Cooperation and European Tax Law) und Isabella Zimmerl (Joint Tax Audits als Ausgangspunkt zur Effektuierung des Verständigungsverfahrens)
- 2022: Jonathan Schindler (Geldwäschegesetzgebung und Steuerrecht)
- 2023: Caroline Glenk (Verlustverrechnung bei Personengesellschaften und anderen transparent besteuerten Gesellschaftsformen: eine rechtsvergleichende Analyse zwischen Deutschland, Frankreich und den USA, 2022).
- 2024: Lily Zechner (Plattformbasierte Dienstleistungen und Umsatzsteuer)